# 소브라토 센터
소브라토 센터(영어: Sobrato Center)은 미국 캘리포니아주 샌프란시스코에 위치한 실내 경기장이다. 과거 NBA 샌프란시스코 워리어스의 제2홈경기장으로사용했다.
제2차 세계 대전, 한국 전쟁, 베트남 전쟁의 전사자들을 기리는 체육관이다.